# Imre Nagy

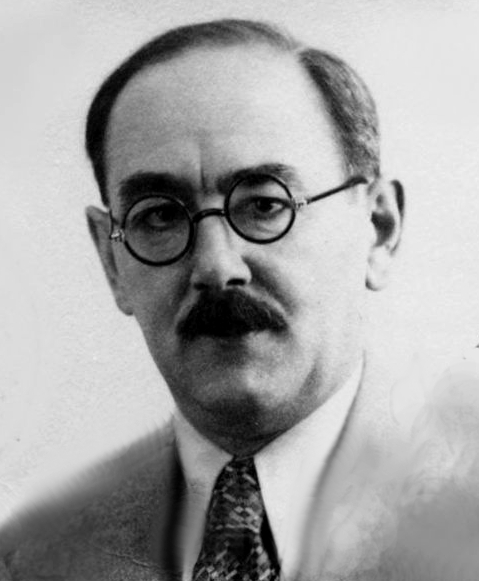
Imre Nagy (1945)

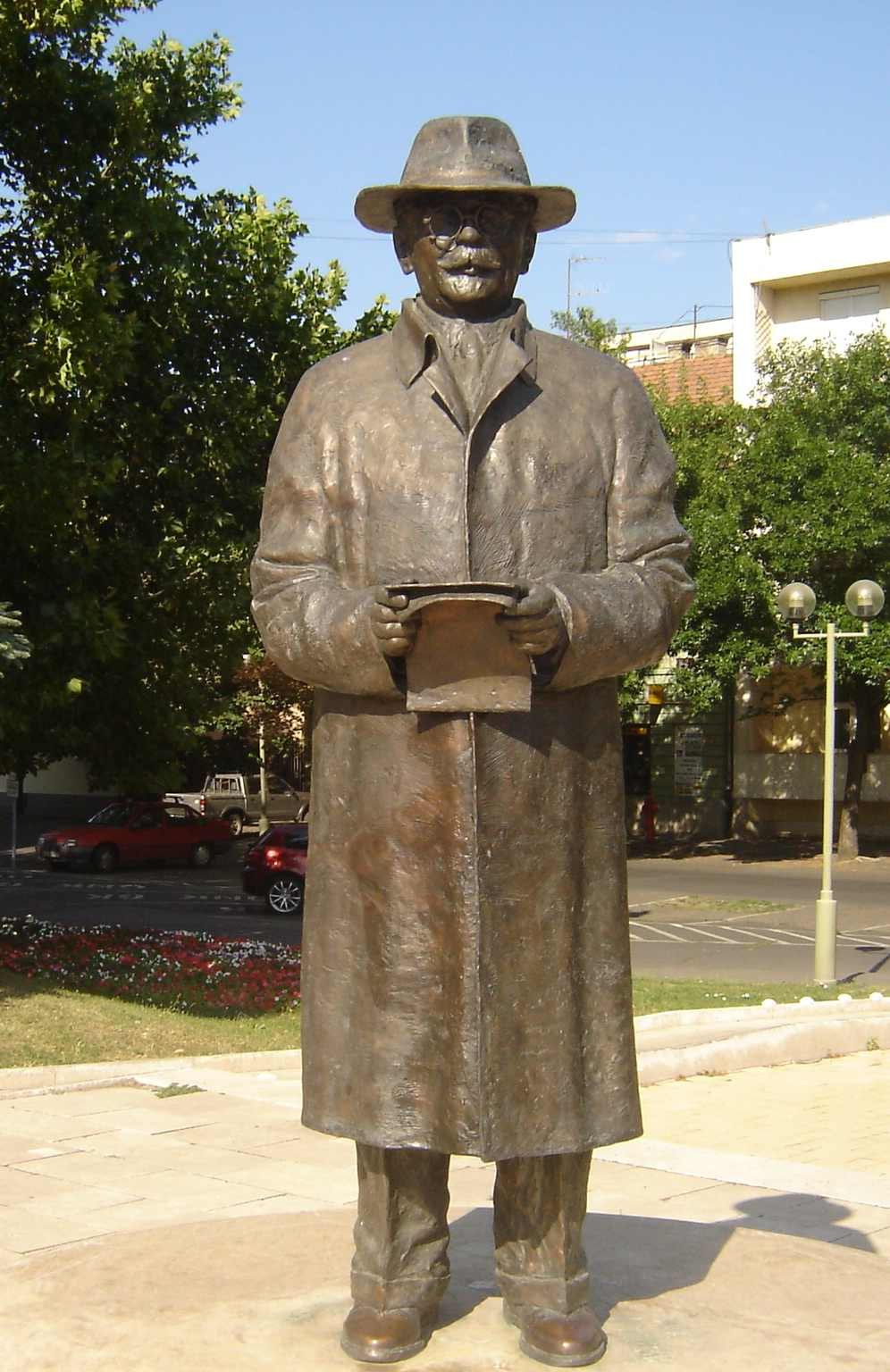
Denkmal in Szeged

Imre Nagy [ˈimrɛ ˈnɒɟ] (* 7. Juni 1896 in Kaposvár, Österreich-Ungarn; † 16. Juni 1958 in Budapest) war ein ungarischer Politiker und Agrarökonom. Innerhalb der kommunistischen Partei galt er zeitweilig als Dissident, war aber zweimal Regierungschef. Wegen seiner Rolle während des ungarischen Volksaufstands 1956 und seiner Hinrichtung 1958 gilt er heute als Nationalheld.

## Leben und Wirken

### Frühe Jahre und Wirken bis zur Einnahme Ungarns durch die Rote Armee
Nagy wurde in eine Bauernfamilie geboren. Er wurde zum Maschinenschlosser und Dreher ausgebildet. Zu Beginn des Ersten Weltkrieges in die österreichisch-ungarische Armee eingezogen, geriet er 1915 in die Gefangenschaft der Kaiserlich Russischen Armee. In der Zeit der Gefangenschaft wurde er Mitglied der SDAPR und diente später in der Roten Armee, wo er an der Oktoberrevolution teilnahm.
Nagy kehrte nach Ungarn zurück und war 1919 für kurze Zeit Mitglied der kommunistischen Regierung der Ungarischen Räterepublik von Béla Kun. Unter der Horthy-Regierung emigrierte er 1929 in die Sowjetunion, wo er sich mit landwirtschaftlicher Forschung befasste und aktives Mitglied der ungarischen Sektion der Komintern war. 1944 kam er mit der Roten Armee nach Ungarn zurück.

### Wirken bis 1946
Imre Nagy, der 1945 als Landwirtschaftsminister der Kommunistischen Partei MDP (Magyar Dolgozók Pártja ‚Partei der Ungarischen Werktätigen‘) die ungarische Bodenreform durchführte, löste am 13. Juni 1953 im Rahmen der Entstalinisierung Mátyás Rákosi als Ministerpräsident ab, der jedoch KP-Parteichef blieb. Nagy setzte eine durchgreifende Reformpolitik in Gang. Bei der Vertreibung der Deutschen aus Ungarn hat er maßgeblich dazu beigetragen, dass diese überhaupt durchgeführt wurde. Bei der Vorbereitung und Abwicklung der Vertreibung hatte das Innenministerium unter kommunistischer Leitung eine entscheidende Rolle: Innenminister Imre Nagy hat am 15. Januar 1946 die Verordnung über die Regelungen der Vertreibung erlassen. Als Grundlage wurde die Volkszählung von 1941 herangezogen, bei der 477.000 Personen mit deutscher Muttersprache und mehr als 300.000 Personen mit deutscher Nationalität gezählt wurden. Insgesamt wurden durch den 1946 amtierenden Innenminister Imre Nagy 143.000 Hektar Boden und 44.750 Immobilien deutscher Familien in Ungarn enteignet. Durch diese Maßnahmen wurde er für viele ungarische Bürger zum Hoffnungsträger einer besseren Zukunft, da sich der ungarische Staat dadurch bereicherte und gleichzeitig Platz für die aus der Tschechoslowakei vertriebenen Ungarn schuf.
Auf die Vertreibung der Deutschen aus Ungarn hat auch die tschechoslowakische Regierung gedrängt, damit sie an ihrer Stelle die dortige ungarische Minderheit umsiedeln konnte.
Als Nagy die Idee des „nationalen und menschlichen Sozialismus“ propagierte, begann erneut ein innerparteilicher Machtkampf, in dem sich die stalinistische Gruppe seines Vorgängers Rákosi durchsetzen konnte. Imre Nagy wurde am 14. April 1955 von der Parteiführung der MDP seiner Ämter enthoben, vier Tage später vom Parlament als Ministerpräsident abgesetzt und einige Monate später aus der Partei ausgeschlossen.
In der nun folgenden restaurativen Phase wurden manche Reformen wieder rückgängig gemacht, bis im Februar 1956 die Geheimrede des sowjetischen Parteichefs Nikita Chruschtschow gegen den Stalinismus intern bekannt wurde. In einigen Ländern des Ostblocks wurde nun eine Überprüfung der Parteilinie gefordert, und in der Volksrepublik Polen begann der Posener Aufstand. In Budapest ging lediglich der Parteivorsitz von Matyás Rákosi auf seinen Stellvertreter Ernő Gerő über, was die Unzufriedenheit insbesondere der Studenten und Intellektuellen keineswegs minderte.

### Ungarnaufstand und Festnahme

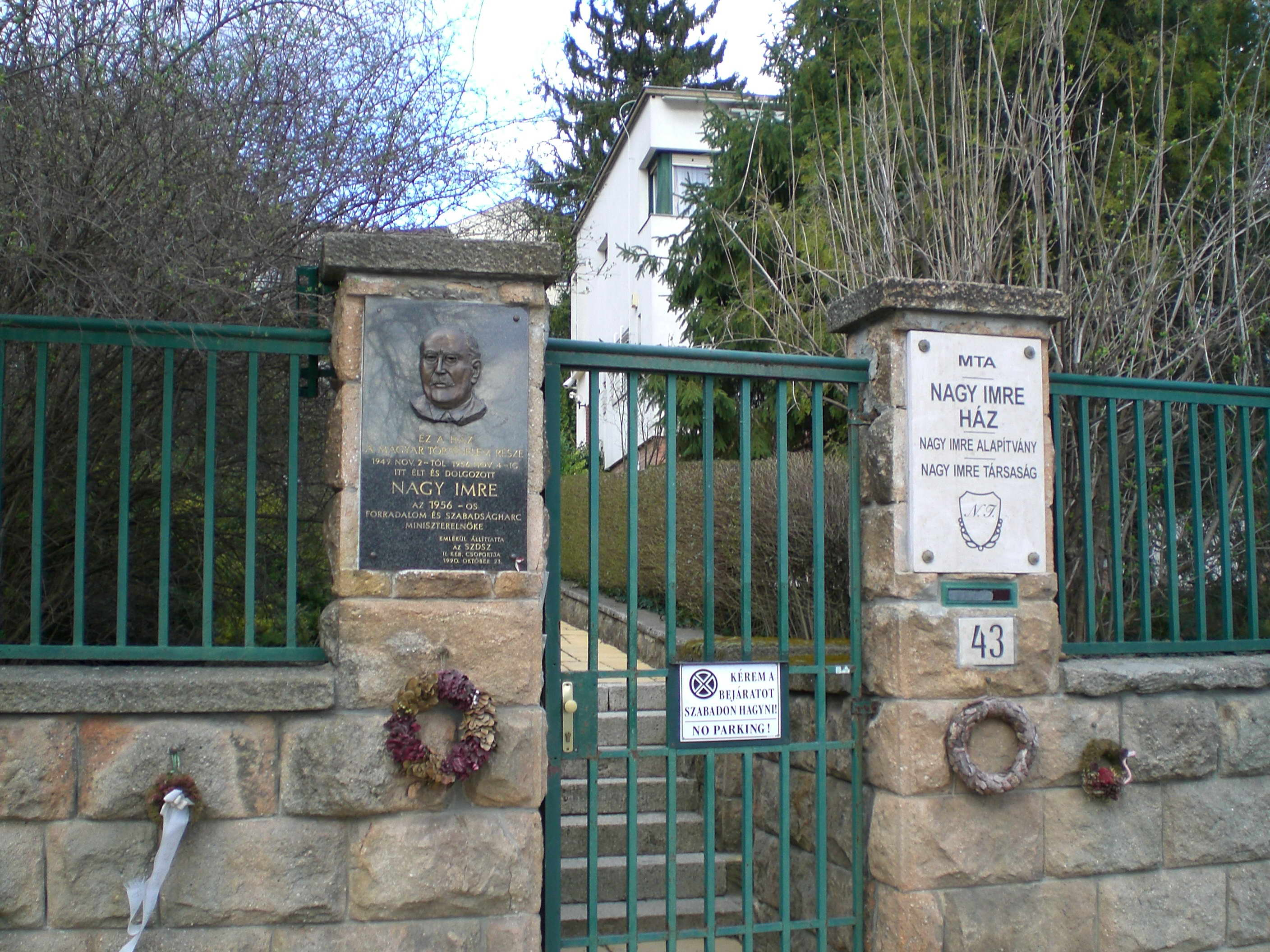
Gedenktafel am Wohnhaus von Imre Nagy in der Orsó utca in Budapest

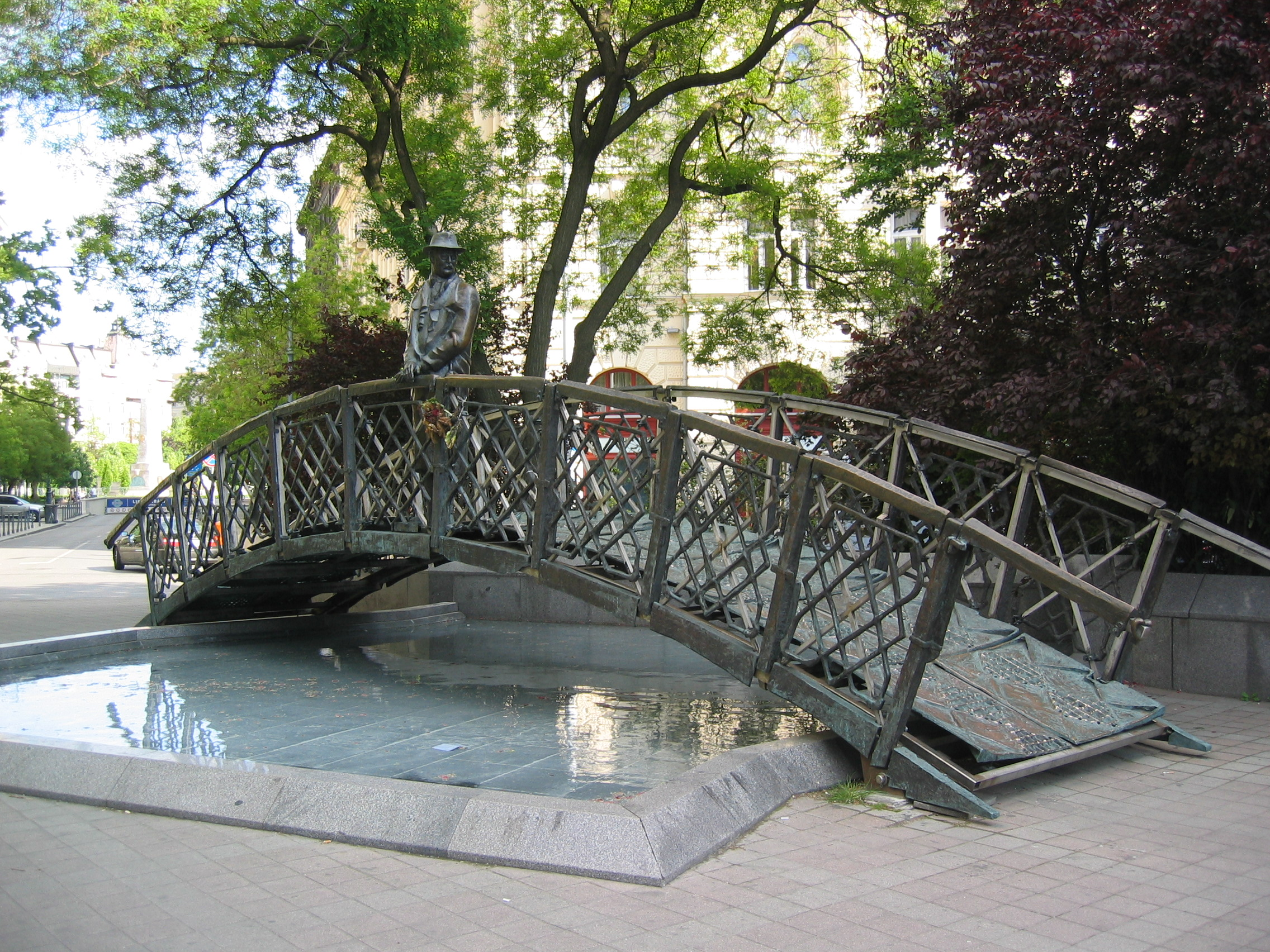
Imre-Nagy-Denkmal am Märtyrerplatz in Budapest

Als die Studentenproteste vom 23. Oktober 1956 – die offiziell als Unterstützung für die Arbeiter Polens begonnen hatten – zum Ungarischen Volksaufstand anwuchsen, zog die protestierende Menge zum Parlament und verlangte die Wiedereinsetzung des pensionierten sechzigjährigen Imre Nagy. Anschließend setzte ihn das kommunistische Zentralkomitee erneut als Ministerpräsidenten ein. Am 28. Oktober erkannte Nagy offiziell die Revolution an. Er bildete eine Mehrparteien-Regierung und forderte die parlamentarische Demokratie und die Neutralität Ungarns. Ungarische Armee und Freiheitskämpfer wurden zur Nationalgarde vereinigt und unter die Führung von Béla Király gestellt.

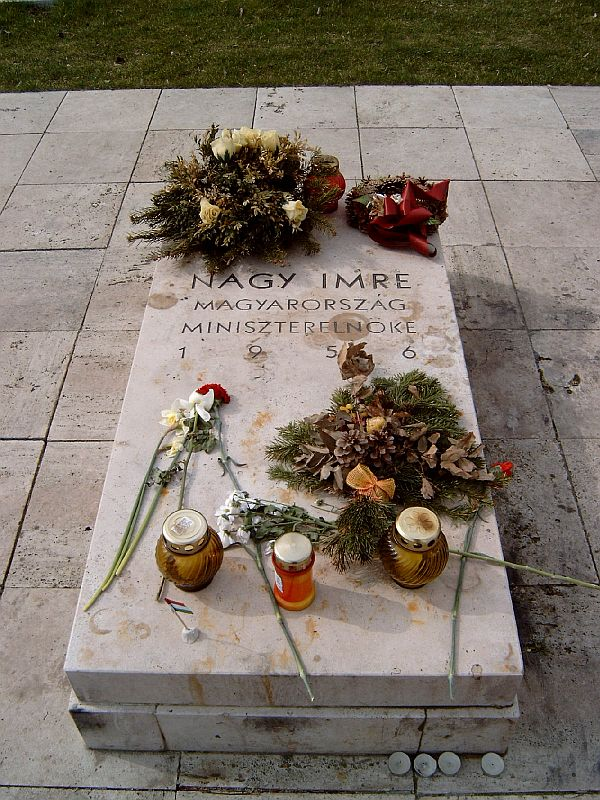
Die Grabstätte von Imre Nagy

Ehrenmal für Imre Nagy auf dem Friedhof Père-Lachaise

Auch Armee und Polizei stellten sich nun auf die Seite der Revolution. Die in Ungarn stationierten sowjetischen Truppen waren machtlos, und Imre Nagy verhandelte mit Moskau, um für Ungarn einen Sonderstatus zu erreichen. Auch Nagys Gegenspieler János Kádár verhandelte mit den sowjetischen Machthabern und erklärte die Regierung Nagy für illegal; sowjetische Truppen wurden westwärts verlegt.
Drei Tage nachdem Imre Nagy am 1. November 1956 die Neutralität proklamiert und die Mitgliedschaft seines Landes im Warschauer Pakt aufgekündigt hatte, rückten sowjetische Panzerverbände in Ungarn ein und schlugen die Revolution blutig nieder: Bei den Kämpfen, die in Budapest bis zum 15. November andauerten, kamen etwa 2.500 Ungarn ums Leben. Die erhoffte Hilfe aus dem Westen, welche Radio Free Europe angekündigt hatte, blieb aus.
Nagy ließ in Westungarn den Widerstand organisieren und einige Fluchtwege nach Österreich offenhalten, auf denen bis zum 21. November 1956 etwa 210.000 Ungarn fliehen konnten. Er selbst floh in die jugoslawische Botschaft, die dann drei Wochen lang von sowjetischen Panzern umstellt wurde. Als ihm der neue Regierungschef János Kádár Straffreiheit zusicherte, verließ Imre Nagy am 22. November 1956 die Botschaft, wurde jedoch mit seinen Begleitern vom KGB verhaftet und nach Rumänien in Isolationshaft deportiert.

### Prozess und Hinrichtung
Anderthalb Jahre später wurde ihm ein streng geheimer Prozess gemacht, der aber auf Magnetband aufgezeichnet wurde. Nagy wurde am 16. Juni 1958 wegen Landesverrates und versuchten Sturzes der „volksdemokratischen Staatsordnung“ verurteilt. Noch am selben Tag wurde er im Gefängnis von Budapest am Galgen hingerichtet.
Zu Beginn des Prozesses legte Nagy gegen die Geheimhaltung Protest ein und erklärte dem Richter, dass er sich als Sündenbock fühle. Auch nach der Urteilsverkündung lehnte er weiterhin jedes Schuldbekenntnis ab und sagte: „Mein einziger Trost ist es, dass mich das ungarische Volk und die internationale Arbeiterklasse von jenen schweren Anschuldigungen freisprechen werden.“ Der letzte auf dem Magnetband aufgezeichnete Satz Nagys lautet: „Ich bitte nicht um Gnade.“

## Posthum
Nagy und andere Hingerichtete wurden mit dem Gesicht nach unten in einem Massengrab in Budapest begraben. Vorher waren sie im Gefängnishof verscharrt worden.
Auf dem Pariser Friedhof Père-Lachaise wurde ihm ein Ehrengrab gestiftet, da es während der Zeit der kommunistischen Herrschaft in Ungarn nicht möglich war, seiner und anderer Toter des Aufstandes zu gedenken.
Im Zuge der politischen Wende 1989 wurde Imre Nagy in Ungarn offiziell rehabilitiert, seine Leiche exhumiert und am 16. Juni feierlich beigesetzt. Am 6. Juli 1989, dem Todestag seines Gegenspielers János Kádár, sprach das Höchste Gericht Ungarns Imre Nagy und seine Gefährten von aller Schuld bezüglich der Ereignisse von 1956 frei. Sein Grab befindet sich auf dem neuen Budapester Stadtfriedhof Új köztemető (Parzelle 301). Schon lange vorher war die Umbettung seines Leichnams gefordert worden, unter anderem 1988 vom Budapester Studentenführer und späteren Ministerpräsidenten Viktor Orbán.